# Sant Llorenç des Cardassar
Sant Llorenç des Cardassar (katalanisch: [ˈsand ʎuˈɾenz ðəs kəɾðəˈsa]; kastilisch: San Lorenzo de Cardezar [ˈsan loˈɾenθo de kaɾðeˈθaɾ]) ist eine Gemeinde auf der spanischen Baleareninsel Mallorca. Die gleichnamige Kleinstadt ist Verwaltungssitz der Gemeinde in der Region (Comarca) Llevant.

## Geografie

### Geografische Lage
Gelegen an der Hauptstraße MA-15 von Manacor in Richtung Artà, 54 Kilometer von Palma entfernt, grenzt die Gemeinde im Westen an die Region Es Plà und im Osten ans Meer. Zum Gemeindegebiet gehören ein Teil des Touristenortes Cala Millor und die Orte Sa Coma, Son Carrió und S’Illot.

### Statistische Daten
Die Gemeinde hat eine Fläche von rund 82 km² und hatte 2024 eine Einwohnerzahl von 9.331 gemeldeten Bewohnern. Das entspricht einer Bevölkerungsdichte von 114 Personen pro km². Im Jahr 2006 betrug der Ausländeranteil der Gemeinde 27,2 % (2.107), der Anteil der deutschen Einwohner 14,0 % (1.083). Die durchschnittliche Höhe des Gemeindegebiets beträgt 203 Meter.

### Orte der Gemeinde
Zur Gemeinde Sant Llorenç des Cardassar gehören folgende Orte:
- Sa Coma (2762 / 2776 Einwohner)
- Sant Llorenç des Cardassar (2972 / 3489 Einwohner)
- S’Illot (199 / 235 Einwohner)
- Son Carrió (656 / 1106 Einwohner)
- Son Moro (679 / 751 Einwohner)
- Son Moro Bonavista (110 / 110 Einwohner)

(Son Moro und Son Moro Bonavista werden heute auch zum Ort Cala Millor gerechnet)
Die Einwohnerzahlen in Klammern stammen vom 1. Januar 2008. Die erste Zahl gibt dabei die Einwohner der geschlossenen Ortschaften an, die zweite Zahl die Einwohner der Orte einschließlich der hinzu zu rechnenden „verstreut“ lebenden Bevölkerung außerhalb der eigentlichen Siedlungen. (Quelle: INE)

## Geschichte

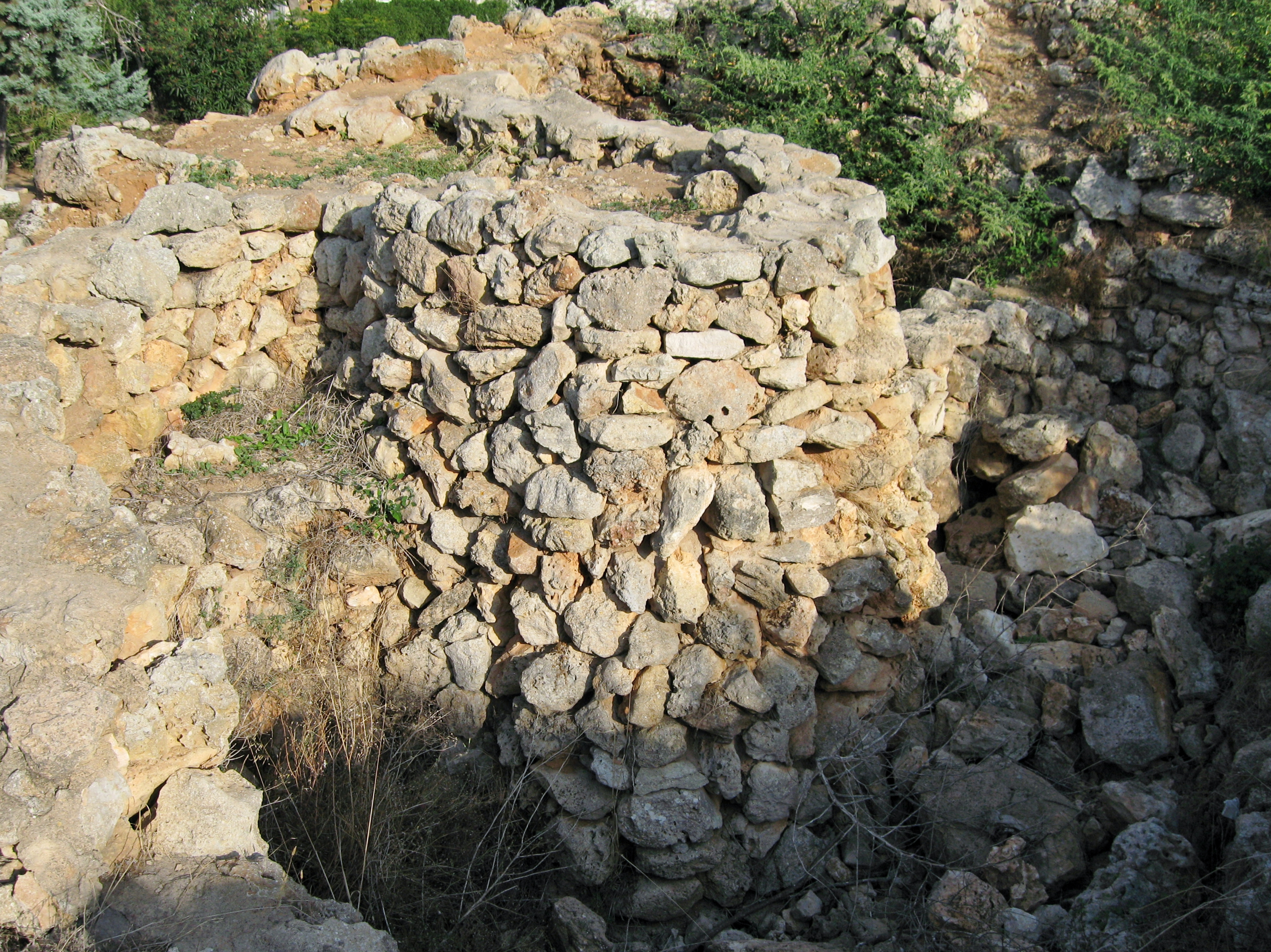
Poblat Talaiòtic de S’Illot

Das Gemeindegebiet von Sant Llorenç des Cardassar war schon in prähistorischer Zeit durch Menschen bewohnt. Ausgrabungen belegen eine Besiedlung beginnend um 2000 v. Chr. Von den über 70 katalogisierten Fundorten seien hier folgende der vortalaiotischen Kultur und der Talaiot-Kultur genannt, die auf dem Gemeindegebiet von Sant Llorenç liegen: Calicant, Can Roig i Torre Nova, Can Tafal, Ca s’Hereu, De l’època talaiòtica, Els talaiots de Calicant, Infern Vell, Les coves de Ca n’Amer, Na Pol (Sa Coma), Poblat Talaiòtic de S’Illot, Pou Colomer Vell, Sa Blanquera, Sa Coma, Sa Real, Sa Talaia, Sa Vaca i Ses Voltes, Ses Planes, Ses Talaies, Ses Toltes, Son Barbot, Son Negre, Son Puça.
Erst aus der spätrömischen Zeit finden sich einige Aufzeichnungen, die auch Aufschluss über den klangvollen Namen Sant Llorenç des Cardassar liefern, der auch in der maurischen Zeit beibehalten wurde. Den Beinamen des Cardassar allerdings erhielt der Ort erst nach der Reconquista. Als Jaume I. mit seinem Heer die Insel besetzte, gab sich auf einem Feld bei Sant Llorenç eine Madonnenfigur zu erkennen, die sich während der Herrschaft der Heiden im Distelgestrüpp versteckt hatte. Der wundersame Fund der Mare de Deú dels Cards (span. Nuestra Señora de los Cardos), der „Mutter Gottes bei den Disteln, Distelmadonna“, verschaffte dem Ort den klangvollen Beinamen seines stacheligen Zusatzes des Cardassar (span.: de los Cardos, dt.: „bei den Disteln“).
Im frühen 13. Jahrhundert wurde auch die Kirche Santa Maria del Bellver zu Ehren der Madonna erbaut, in der Sant Llorenç verehrt wurde. Die Pfarrei gleichen Namens wurde in einer Bulle des Papstes Innozenz IV. erwähnt. Der Ort hieß damals ebenso Santa Maria del Bellver oder nur Bellver, obwohl auch Sant Llorenç de Bellver (1349) und Sant Llorenç des Cardessar (1519) dokumentiert sind. Die Pfarrkirche von Sant Lorenç wird im Jahre 1236 erstmals in der Chronik erwähnt; der heutige Bau stammt aus dem Jahr 1654. Beachtenswert ist die linke Seitenkapelle der Rosenkranzmadonna mit der Statue der „Mare de Deu Trobada“.

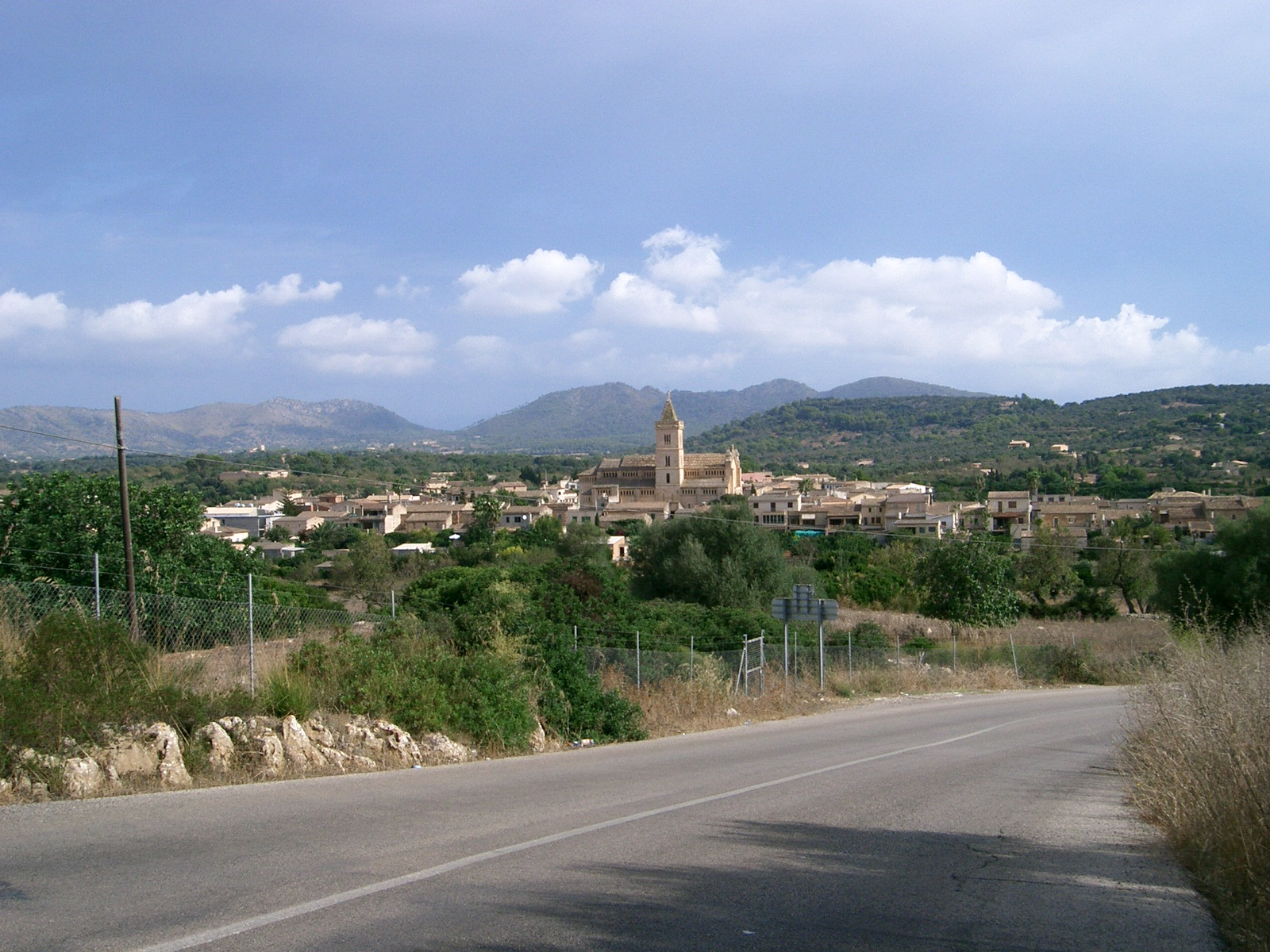
Son Carrió

Der Ort Son Carrió entstand erst in der zweiten Hälfte des 19. Jahrhunderts durch Parzellierung in der Nähe der alten Kapelle von Son Torell. Bei Son Torell wie auch Sa Gruta, Es Rafal de sa Riba, Son Berga, Es Molinet und Es Boscarró entstanden zwischen 1885 und 1893 mehrere Gutshöfe. Son Carrió hieß 1879 noch Sant Miquel. Die Pfarrkirche des Ortes, entworfen vom Architekten Antoni Maria Alcover, wurde 1907 fertiggestellt.
Bis zum Jahr 1892 gehörte das Gemeindegebiet von Sant Llorenç des Cardassar zu Manacor. Zum Zeitpunkt der Erlangung der Eigenständigkeit bildeten die Landwirtschaft, eine Kleinindustrie an Schreinereien und das Handwerk der Stickerei die Hauptwirtschaftszweige der nun unabhängigen Gemeinde. 1948 erfolgte die Genehmigung der Parzellierung von Ca n’Amer de S’Illot, das ab 1959 stadtähnlichen Charakter annahm. Der einsetzende Tourismus gestaltete sowohl die Wirtschaftsstruktur, als auch die Landschaft, vor allem an der Küste, völlig um. Nach der 1965 erfolgten Parzellierung von Son Moro, dem südlichen Teil von Cala Millor, ist heute die Halbinsel Punta de n’Amer der einzige unbebaute Küstenstreifen der Gemeinde.
| Jahr      | 1897  | 1900  | 1910  | 1920  | 1930  | 1940  | 1950  | 1960  | 1970  | 1981  | 1991  | 2001  | 2011  | 2017  |
| --------- | ----- | ----- | ----- | ----- | ----- | ----- | ----- | ----- | ----- | ----- | ----- | ----- | ----- | ----- |
| Einwohner | 2.503 | 2.464 | 2.920 | 3.065 | 3.706 | 3.745 | 3.869 | 3.622 | 3.924 | 3.955 | 4.416 | 6.503 | 8.963 | 8.328 |

## Politik

### Wappen
Blasonierung: „Geteilt von Silber und Gold, oben ein perspektivisch über Eck gestelltes, vierfüßiges, schwarzes Rost (Laurentiusrost), einen rechtsschrägen blühenden Distelzweig in natürlichen Farben und einen linksschrägen goldenen Palmwedel tragend.“
Wappenerklärung: Es ist ein redendes Wappen. Das Rost weist auf den Märtyrer St. Laurentius von Rom in, den Namenspatron des Ortes, der unter Kaiser Valerian in Rom 258 den Märtyrertod erlitt, die Distel auf die zweite Ortsnamenshälfte „des Cardassar“ („bei oder von den Disteln“). Der Palmzweig als Heiligenattribut bedeutet Sieg über Welt und Fleisch durch ein Martyrium.

## Kultur und Sehenswürdigkeiten

### Bauwerke

Castell de sa Punta de n’Amer

- Castell de sa Punta de n’Amer
- Poblat Talaiòtic de S’Illot

### Strände und Buchten des Gemeindegebietes
- Cala Millor (Platja de Sant Llorenç)
- Son Moro (Platja de Sant Llorenç)
- Platja de Cala Nau
- Platja de sa Coma
- Platja de Cala Moreia.

Siehe auch: Strände und Buchten auf Mallorca

### Feste
- Fest der gefundenen Mutter Gottes am 8. August

## Wirtschaft und Infrastruktur
Die Landwirtschaft auf dem vorwiegend im Trockenbau bestellten Feldern war die wichtigste Erwerbsquelle der Einwohner. Die arabische Herrschaft brachte Fortschritte im Bewässerungsbau, somit setzte sich auch der bewässerte Landbau durch.
Zwar siedelte sich auch das Handwerk wie Müller, Weber, Schmied und Zimmerer an, doch bis ins 19. Jahrhundert dominierte die Landwirtschaft. Im 20. Jahrhundert kamen erst Kleinbetriebe wie eine Kunststickerei. 1930 und 1950 wurde ein Elektrizitätswerk in Son Carrió gebaut, 1921 brachte die Linie Manacor – Artà die Eisenbahn nach Sant Llorenç und Son Carrió. Die Strecke wurde bis 1977 betrieben.

Punta de n'Amer

In den 1960er Jahren drängte der Dienstleistungssektor die Landwirtschaft zusehends zurück. Die Äcker und Felder wurden aufgegeben, stattdessen entstand in Cala Millor eines der wichtigsten Zentren des Tourismus von ganz Mallorca. In den 1980er Jahren entwickelte sich dann Sa Coma zu einem bedeutenden europäischen Reiseziel. Die zwischen beiden Orten liegende Halbinsel Punta de n'Amer blieb unbebaut und wurde zum Naturschutzgebiet von besonderem Wert erklärt.
Heute sind Dienstleistungen, vor allem im Tourismus-Bereich, und der Bausektor die wichtigsten Wirtschaftszweige der Gemeinde.

### Schaf- und Ziegenzucht
Dass sich ausgerechnet die Madonna das Distelgestrüpp ausgesucht hat, überrascht nicht weiter.
Denn am Rande des Llevant mit seinen Ausläufern der Serres de Llevant (Gebirgszug) wurde schon immer auf den Feldern Mandeln, Weizen, Kichererbsen und Bohnen angebaut. In den Gebieten am Fuße der Serra de Llevant züchteten die Bauer und Landbesitzer schon seit dem 14. Jahrhundert Schafe und Mallorcaziegen (cabra mallorqui).
Diese Rassen sind äußerst wirksame Landschaftspfleger, solange sie da weiden, wo sie den Menschen nicht die Ernte wegfressen, sondern überaus genügsam die Disteln, die von den anderen Vierbeinern verschmäht werden, in Grenzen halten. Bis ins 19. Jahrhundert war es normal, Herden von bis zu 600 Schafen zu halten. Noch heute findet man die in der wasserarmen Gegend mörtellos gebauten Steinhütten mit unmittelbar angrenzenden Becken aus weichen Marès Stein oder der Gegebenheit folgend Natursteintröge die sogenannte cocós. Die Wolle und das Fleisch wurde auf der ganzen Insel auf den zahlreichen Märkten verkauft.
Die Mallorcaziegen (cabra mallorqui), gegen deren Entdeckungsdrang kein Kraut gewachsen ist, halten die Disteln kurz und sind meist frei in den Bergen unterwegs. Abends werden sie dann von den Hirten wieder eingesammelt. Der Ziegenkäse ist ein Standardprodukt der Küche auf Mallorca.

## Unwetter 2018

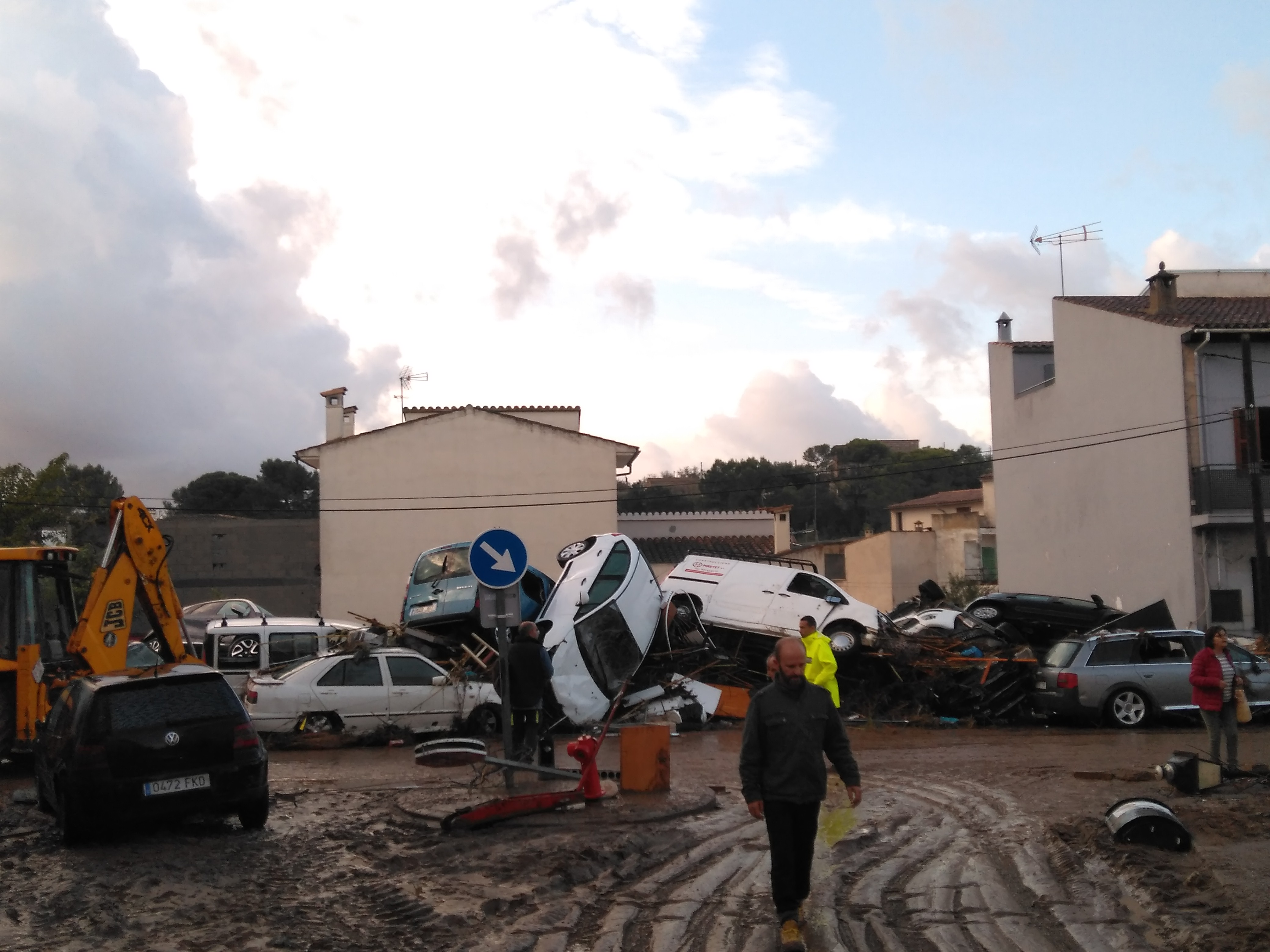
10. Oktober 2018

Am Nachmittag und Abend des 9. Oktober 2018 wurde der Ort von äußerst schweren Unwettern heimgesucht. Innerhalb von nur zwei Stunden gab es 233 Liter Niederschlag pro Quadratmeter. Der Sturzbach Torrent de sa Blanquera, der am Unterlauf in den Torrent de Ca n’Amer übergeht, trat über die Ufer. Augenzeugen berichteten von Geschehnissen „schlimmer als Krieg“. Insgesamt kamen im Nordosten Mallorcas 13 Menschen ums Leben, darunter drei Deutsche.

## Persönlichkeiten

### Söhne und Töchter der Gemeinde
- Margarita Fullana (* 1972), Radsportlerin und dreifache Mountainbike-Weltmeisterin
- Miquel Pont  (* 1678 San Lorenzo de Cardessar; † 1755 Palma de Mallorca), Kunstmaler

## Belege
1. ↑  Gesamtzahl der Dateien Geografische Nomenklatur der Gemeinden und Bevölkerungseinheiten: 1 Datei:MUNICIIOS.csv Spalte:ALTITUD
2. ↑  Gesamtzahl der Dateien Geografische Nomenklatur der Gemeinden und Bevölkerungseinheiten: 1 Datei:MUNICIIOS.csv Spalte:SUPERFICIE
3. ↑  Instituto Nacional de Estadística Municipal Register of Spain
4. ↑  dpa und Lorena Dreusicke: Schlimmer als Krieg: Unwetterchaos auf Mallorca: Zehn Tote – ein Kind wird noch vermisst | shz.de. In: shz. (shz.de [abgerufen am 10. Oktober 2018]).
5. ↑  Bestätigt: Reporter aus Hannover stirbt bei Mallorca-Unwetter (Memento des Originals vom 31. Dezember 2018 im Internet Archive)  Info: Der Archivlink wurde automatisch eingesetzt und noch nicht geprüft. Bitte prüfe Original- und Archivlink gemäß Anleitung und entferne dann diesen Hinweis.

- Sant Llorenç des Cardassar (Ajuntament / Consell de Mallorca)